# Answer (FLOWの曲)
「Answer」（アンサー）は、日本のバンド、FLOWの楽曲で、メジャー12枚目（通算16枚目）のシングル(KSCL-1157)。2007年8月1日にKi/oon Recordsから発売。
キャッチコピーは、『FLOW、5周年記念第一弾シングル！』

## 概要
- 前作「COLORS」から約9ヶ月ぶりのリリースで、メジャーデビュー5周年記念第1弾シングル[5]。
- 表題曲は、同じアミューズに所属している神木隆之介主演のドラマ『探偵学園Q』のオープニングテーマ。FLOWにとっては初のドラマタイアップ[6]。
- オリコンチャートでは、前作「COLORS」に次いで2作連続でトップ10入りを果たした。これはシングルとしてはメジャー初となる。
- 初回仕様は、ジャケットがミラーリング仕様になっている[7]。また、ジャケットの絵は、ボーカルのKOHSHIが手がけた[8]。

## 収録曲
- 全曲、作詞:Kohshi Asakawa

1. Answer [4:40] - 作曲:Takeshi Asakawa　編曲:FLOW&Koichi Tsutaya
  - 日本テレビ系火曜ドラマ『探偵学園Q』オープニングテーマ。楽曲は、ドラマのために書き下ろされた[6]。
  - 2010年に発売されたシングル「旅立ちグラフィティ」には、「Answer -Tribal Party Mix-」としてリミックスバージョンが収録された。
2. Electric circus [4:45] - 作曲・編曲：FLOW&Koichi Tsutaya
3. Steppers high [3:22] - 作曲:Takeshi Asakawa&Kohshi Asakawa　編曲:FLOW
  - ボーカルのKOHSHIが初めて作曲をした曲で、メンバーが「ライブで盛り上がる曲を」という思いから制作された[5]。
4. Answer -Instrumental-

## 収録アルバム
- 『アイル』(#1)
- 『カップリングコレクション』(#3)